# Tony Touch

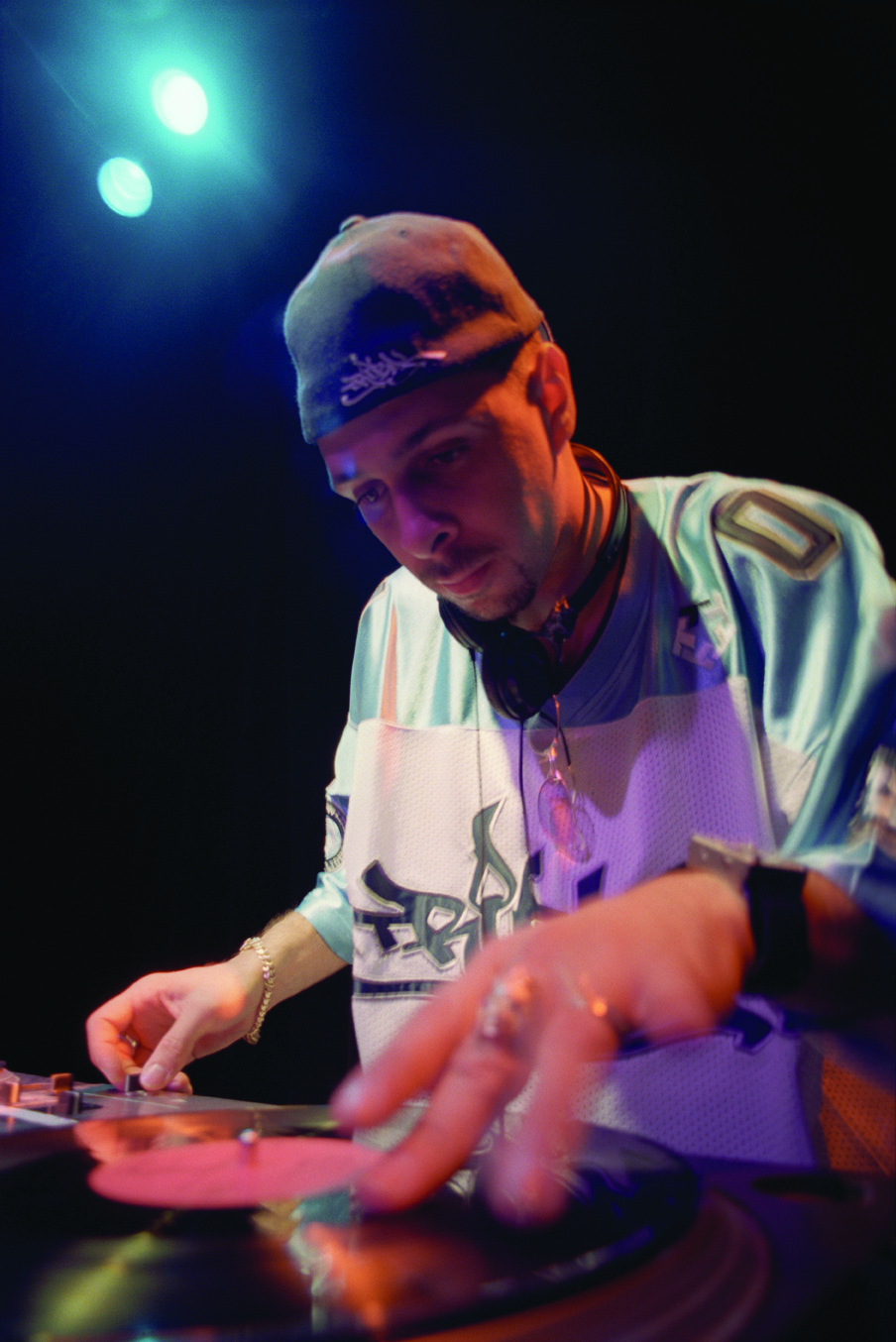
Tony Touch (2001)

Tony Touch (auch bekannt als Tony Toca, * 2. Juli 1969 in New York City) ist ein amerikanischer DJ/B-Boy/MC aus New York mit puerto-ricanischen Wurzeln.

## Leben  und Wirken
Er produziert nicht nur Hip-Hop, sondern auch R&B, Reggae und Reggaeton. Tony Touch arbeitete unter anderem mit The Beatnuts, Cocoa Brovaz und Cypress Hill.
Zum DJ-ing kam er, als er in seiner Jugend für vier Jahre nach Florida zog. Dort gab ihm ein Freund Turntables, womit er umzugehen lernte. Als er zurück nach New York kam, wurde er oft als DJ angeheuert. Er veröffentlichte 50 Tapes, ab dem 30. wurden die Tapes weltweit unter TapeKingz vertrieben.

## Diskografie
- 1998: Recan-Struction (EP)
- 2000: The Piece Maker
- 2002: The Last of the Pro Ricans
- 2004: The Piece Maker 2
- 2004: Don’t Touch the Ace (mit DJ Ace)
- 2005: The Reggae Tony Album (mit DJ Ace, US: Platin (Latin))[1]
- 2007: Reggae Tony 2
- 2013: The Piece Maker 3: Return of the 50 MC’s